# Мизил
Мизил (рум. Mizil) — город на юге центральной части Румынии, в жудеце Прахова.
Первые письменные упоминания населённого пункта относятся к 1529 году.
Расположен примерно посередине между городами Плоешти и Бузэу, на расстоянии около 35 км от обоих, а также в 92 км к северо-востоку от столицы страны Бухареста. Мизил находится на северной окраине Нижнедунайской низменности вблизи предгорьев Южных Карпат. Высота города над уровнем моря составляет 108 м. Площадь города составляет 1932 га, из которых 77,7 % занимают сельскохозяйственные угодья, леса и водные объекты, а 22,3 % — застройка.
По данным переписи 2011 года, население Мизила составляет 14 312 человек, из них 83,7 % — румыны и 16,3 % — цыгане. По данным этой же переписи, 93,9 % населения являются приверженцами румынской православной церкви; 5,4 % — пятидесятники и 0,7 % — исповедуют другие религии или атеисты.
За период с 1992 по 2011 года население города уменьшилось с 17 090 до 14 312 человек (на 16,3 %). Причинами такой динамики являются низкая рождаемость, эмиграция и плохие экономические условия.

## Города-побратимы
- Яргара, Молдавия[6]
- Лингевард, Нидерланды[7]